# Gymnothorax megaspilus
Gymnothorax megaspilus es una especie de pez de la familia de los morénidas en el orden de los Anguilliformes.

## Morfología
Los machos pueden llegar a alcanzar los 59,5 cm de longitud total.

## Distribución geográfica
Se encuentra en Omán y Somalia.